# Algoma District
Der Algoma District (französisch district d’Algoma) ist ein Verwaltungsbezirk im Norden der kanadischen Provinz Ontario. Hauptort ist Sault Ste. Marie. Die Einwohnerzahl beträgt 114.094 (Stand: 2016), die Fläche 48.814,88 km², was einer Bevölkerungsdichte von 2,3 Einwohnern je km² entspricht.
Der Algoma District bildet einen Teil der Küste des Lake Superior, des obersten der Großen Seen. Der Bezirk wurde 1858 gegründet und erstreckte sich nach Westen bis zur Grenze von Minnesota. Mit der Einrichtung weiterer Bezirke verkleinerte sich die Fläche des Bezirks: Thunder Bay District 1871, Manitoulin District 1888, Sudbury District 1894 und Timiskaming District 1912.
Laut Umfragen rechnen sich ein relevanter Anteil der Einwohner zur französisch sprechenden Minderheit der Franko-Ontarier. Obwohl Ontario offiziell nicht zweisprachig ist, sind nach dem „French Language Services Act“ die Behörden hier verpflichtet ihre Dienstleistungen auch in französischer Sprache anzubieten.
|                      | Cochrane District                           |                     |
| Thunder Bay District | Kompassrose, die auf Nachbargemeinden zeigt | Sudbury District    |
| Michigan (USA)       |                                             | Manitoulin District |

## Administrative Gliederung

### Städte und Gemeinden
| Ort                                         | Status   | Bevölkerung (2016) |
| ------------------------------------------- | -------- | ------------------ |
| Blind River                                 | Town     | 3.472              |
| Bruce Mines                                 | Town     | 566                |
| Dubreuilville                               | Township | 635                |
| Elliot Lake                                 | City     | 10.743             |
| Hilton                                      | Township | 261                |
| Hilton Beach                                | Village  | 145                |
| Hornepayne                                  | Township | 1.050              |
| Huron Shores                                | Township | 1.723              |
| Jocelyn                                     | Township | 237                |
| Johnson                                     | Township | 750                |
| Laird                                       | Township | 1.057              |
| Macdonald, Meredith and Aberdeen Additional | Township | 1.609              |
| Plummer Additional                          | Township | 650                |
| Prince                                      | Township | 1.031              |
| Sault Ste. Marie                            | City     | 73.368             |
| Spanish                                     | Town     | 696                |
| St. Joseph                                  | Township | 1.240              |
| Tarbutt and Tarbutt Additional              | Township | 396                |
| The North Shore                             | Township | 509                |
| Thessalon                                   | Town     | 1.279              |
| Wawa                                        | Township | 2.975              |
| White River                                 | Township | 607                |

### Gemeindefreie Gebiete
- Algoma, Unorganized, North Part
- Algoma, Unorganized, South East Part

### Indianerreservationen
- Garden River 14
- Goulais Bay 15A
- Gros Cap 49
- Missanabie 62
- Mississagi River 8
- Rankin Location 15D
- Sagamok
- Serpent River 7
- Thessalon 12